# سیاد کولاشیناتس
سئاد کولاشیناتس (بوسنیایی: Sead Kolašinac; تلفظ بوسنیایی [ˈse.ad ko.laˈʃi.nat͡s]؛ زاده ۲۰ ژوئن ۱۹۹۳) بازیکن فوتبال اهل بوسنی و هرزگوین است که برای باشگاه آتالانتا بازی می‌کند.